# Nylon

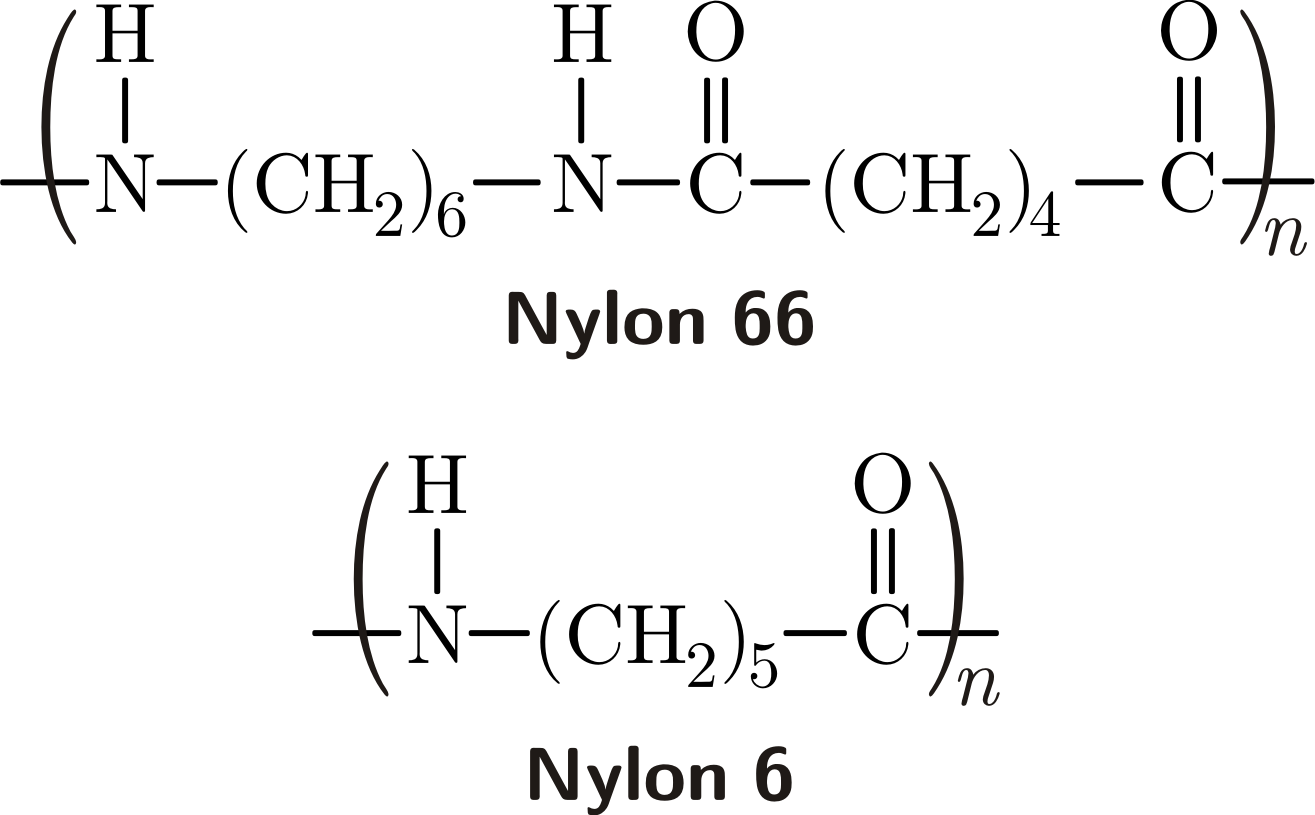
Formula di struttura di due nylon: il nylon 6,6 (in alto) e il nylon 6 (in basso)

Il nylon (nàilon in italiano) è una famiglia particolare di poliammidi sintetiche.
Con il termine di nylon si indicano in particolare le poliammidi alifatiche, ma talvolta lo stesso termine si usa (impropriamente) per indicare anche la classe delle poliaramidi (a cui appartengono il Kevlar e il Nomex), che sono invece delle poliammidi aromatiche.
I nylon sono usati soprattutto come fibra tessile e per produrre piccoli manufatti.
Il primo a sintetizzare le poliammidi fu Wallace Carothers. Ottenne la poliesametilenadipamide (o nylon 6,6) in un laboratorio della DuPont di Wilmington (Delaware, Stati Uniti) il 28 febbraio 1935. Il processo di sintesi del nylon 6,6 (realizzato a partire dall'acido adipico e da esametilendiammina) fu brevettato nel 1937 e commercializzato nel 1938.
Il nylon 6 fu prodotto per la prima volta da Paul Schlack nei laboratori della IG Farben nel 1938 a partire dal caprolattame come reagente. Fu brevettato nel 1941 e commercializzato sotto il nome di "Perlon".

## Origine del nome
Nel 1940 John W. Eckelberry della DuPont dichiarò che le lettere "nyl" furono scelte a caso e il suffisso "-on" fu adottato perché già presente in nomi di altre fibre (cotone, in inglese cotton, e rayon). Una successiva pubblicazione della DuPont spiegò che il nome scelto inizialmente fu "no-run", dove "run" assumeva il significato di unravel, "disfarsi", e che fu modificato per migliorarne il suono ed evitare potenziali reclami.
Una prima leggenda metropolitana vuole che un'anziana donna al mercato, vedendo il nylon, abbia affermato: "Now you lousy old nippones" (e ora tocca a voi, vecchi giapponesi pidocchiosi). Un'altra leggenda (idealmente collegata) vuole che nylon altro non sia che l'acronimo di Now You Lose Old Nippon (ora perdi, vecchio Giappone). Questo perché in seguito agli avvenimenti della seconda guerra mondiale, il Giappone impedì l'importazione di seta dalla Cina che serviva agli Stati Uniti per tessere i paracadute dei soldati. A questo punto gli Stati Uniti si ingegnarono e crearono questo nuovo materiale sostitutivo dandogli appunto tale acronimo. Un'altra leggenda vuole, invece, che il nome derivi da quelli di New York e Londra in quanto la fibra fu sviluppata per sopperire alla mancanza della seta per i paracadute dell'alleanza della seconda guerra mondiale nei confronti dell'Asse, ma nemmeno di questo si hanno prove.

## Nomenclatura
Le poliammidi alifatiche possono essere del tipo AB o AABB, dove A e B indicano rispettivamente i gruppi funzionali -NH e -CO.
Le poliammidi del tipo AB hanno formula generale (-NH-(CH2)x-CO-)n, essendo n il numero di unità ripetitive, mentre quelle del tipo AABB hanno formula generale (-NH-(CH2)x-NH-CO-(CH2)(y-2)-CO-)n.
Il nome della poliammide alifatica è composto dal termine "nylon" (o più raramente "poliammide") seguito da uno o due numeri, i quali indicano il numero di atomi di carbonio presenti nell'unità ripetitiva. Siccome nel caso delle poliammidi di tipo AB (come il nylon 6) ogni unità ripetitiva è costituita da una singola catena idrocarburica legata ai gruppi -NH -CO, un solo numero (x) è sufficiente a identificare la poliammide in questione, mentre nel caso di poliammidi di tipo AABB (come il nylon 6,6) ogni unità ripetitiva è costituita da due catene idrocarburiche separate dai gruppi -NH -CO, per cui sono necessari due numeri (x,y) per identificarla univocamente.
Poiché le poliammidi alifatiche vengono prodotte per condensazione, i numeri che seguono il termine "nylon" corrispondono anche al numero di atomi di carbonio contenuti nei monomeri impiegati. Nel caso di poliammidi AABB, il primo numero indica gli atomi di carbonio nel monomero che contiene il gruppo amminico, mentre il secondo numero indica gli atomi di carbonio nel monomero che contiene il gruppo acido.

## Tipologie di nylon
Dal punto di vista chimico, i nylon sono poliammidi. Vengono sintetizzati attraverso una reazione di polimerizzazione a stadi.
I primi a essere prodotti furono il nylon 6 e il nylon 6,6.
In seguito sono stati molti i tentativi di polimerizzazione tra un diacido e una diammina, e il termine nylon è passato a indicare tutta la famiglia di specie macromolecolari. In particolare i numeri che seguono il nome indicano rispettivamente il numero di atomi di carbonio provenienti dalla diammina e il numero di carbonio provenienti dal diacido. Così si ha il nylon 6,7, il nylon 8,10, ecc. Se il numero che segue è singolo allora vuol dire che la catena deriva dalla polimerizzazione di una specie che contiene un acido carbossilico e un'ammina sullo scheletro carbonioso.
Oltre al nylon 6,6 e al nylon 6, i nylon più diffusi industrialmente sono nylon 11 e nylon 12.
Di seguito una tabella contenente alcuni esempi di nylon:
| Nome                          | Numero CAS |
| ----------------------------- | ---------- |
| Nylon 4,6                     | 24936-71-8 |
| Nylon 6,6                     | 32131-17-2 |
| nylon 6,9                     | 28757-63-3 |
| Nylon 11                      | 25035-04-5 |
| Nylon 6 (o policaprolattame)  | 25038-54-4 |
| Nylon 12 (o polilaurolattame) | 24937-16-4 |

### Nylon 6,6
Il nylon 6,6 (anche noto come nylon 66) ha formula bruta C12H22N2O2. È il prodotto della polimerizzazione per condensazione di esametilendiammina e acido adipico; è il più diffuso.

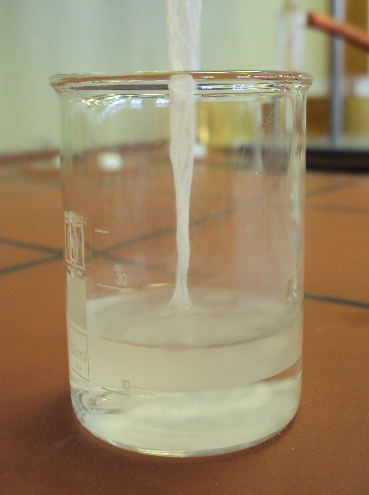
Produzione di nylon 6,6 a partire da 1,6-esandiammina (fase acquosa) e adipoildicloruro (fase organica)

Può essere prodotto anche tramite polimerizzazione interfacciale, utilizzando cloruro acilico (ClOC(CH2)4COCl) al posto dell'acido adipico. In questo caso la diammina viene disciolta in fase acquosa, mentre il cloruro acilico è disciolto in un solvente organico (ad esempio cloroformio). La reazione di sintesi avviene all'interfaccia tra le due fasi, per cui si parla di "polimerizzazione superficiale".
Nel processo di produzione da acido adipico si opera a temperature dell'ordine dei 200 °C, mentre nel caso di polimerizzazione superficiale le temperature di esercizio si abbassano a 0-50 °C.

### Nylon 6
Il nylon 6 viene sintetizzato per polimerizzazione a stadi dall'ε-caprolattame.

### Nylon 6,10
Il nylon 6,10 viene prodotto a partire da esametilendiammina e acido 1,10-decandioico (acido sebacico) (HOOC(CH2)8COOH)

### Nylon 6,12
Il nylon 6,12 viene prodotto a partire da esametilendiammina e acido dodecandioico (HOOC(CH2)10COOH)

### Nylon 11
Il nylon 11 è ottenuto dall'acido w-amminoundecanoico (H2N(CH2)10COOH).

### Nylon 12
Il nylon 12 può essere sintetizzato a partire dal lauril-lattame (per apertura di anello) o dall'acido ε-amminododecanoico (H2N(CH2)11COOH).

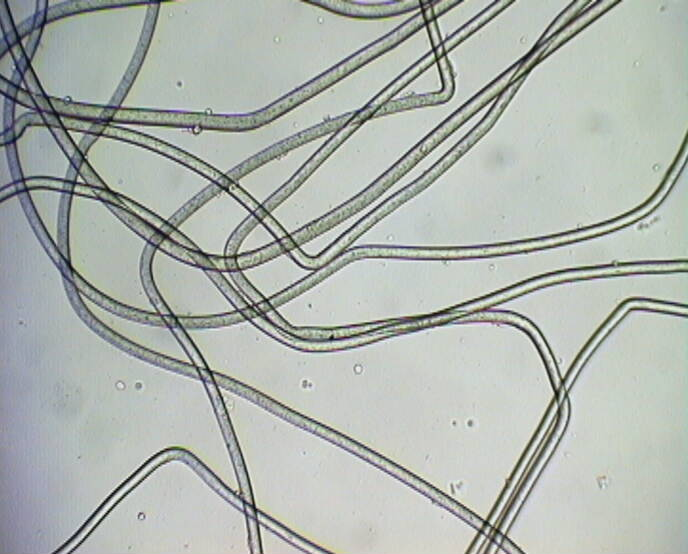
Fibre di poliammide al microscopio

Secondo la definizione ISO, "la fibra poliammidica (o nylon) è una fibra formata da macromolecole lineari che presentano nella catena la ricorrenza di legami ammidici, di cui almeno l'85% sono uniti a gruppi alifatici o ciclo alifatici".
L'operazione di filatura è condotta a temperatura di 30-40 °C, superiori al punto di fusione del polimero; per evitare fenomeni di depolimerizzazione e di degradazione è importante che la massa abbia un contenuto di umidità non superiore allo 0,1%.
Le caratteristiche principali di questa fibra sono:
- ottima resistenza all'usura;
- elevato recupero elastico;
- facilità di tintura;
- buona solidità al calore;
- facilità di manutenzione.

Nonostante ciò va segnalata la sensibilità a diversi reagenti chimici (candeggianti e acidi minerali), la scarsa resistenza alle alte temperature (>100 °C) e a particolari condizioni ambientali quali luce e atmosfere ricche di ossidi di azoto.
Nelle poliammidi i numerosi legami a idrogeno intra- e inter-molecolari dovuti alla presenza di gruppi CONH danno origine a intense forze di coesione che, unitamente alla regolarità delle catene, portano ad avere notevoli percentuali di cristallinità. Ciò conferisce al materiale ottime caratteristiche meccaniche: elevato modulo elastico, durezza e resistenza all'abrasione. Il punto di fusione è generalmente elevato: 220 °C per il Ny-6, 262/264 °C per il 6,6 e 174 °C per il Ny-12. La transizione vetrosa si osserva attorno ai 50 °C per il Ny-6 e a 37 °C per il Ny-12.
I gruppi ammidici polari, oltre a rendere le poliammidi piuttosto igroscopiche, migliorano notevolmente anche la resistenza all'urto. Questo è possibile poiché le molecole d'acqua assorbite agiscono da plastificante, aumentando la tenacità.

## Applicazioni

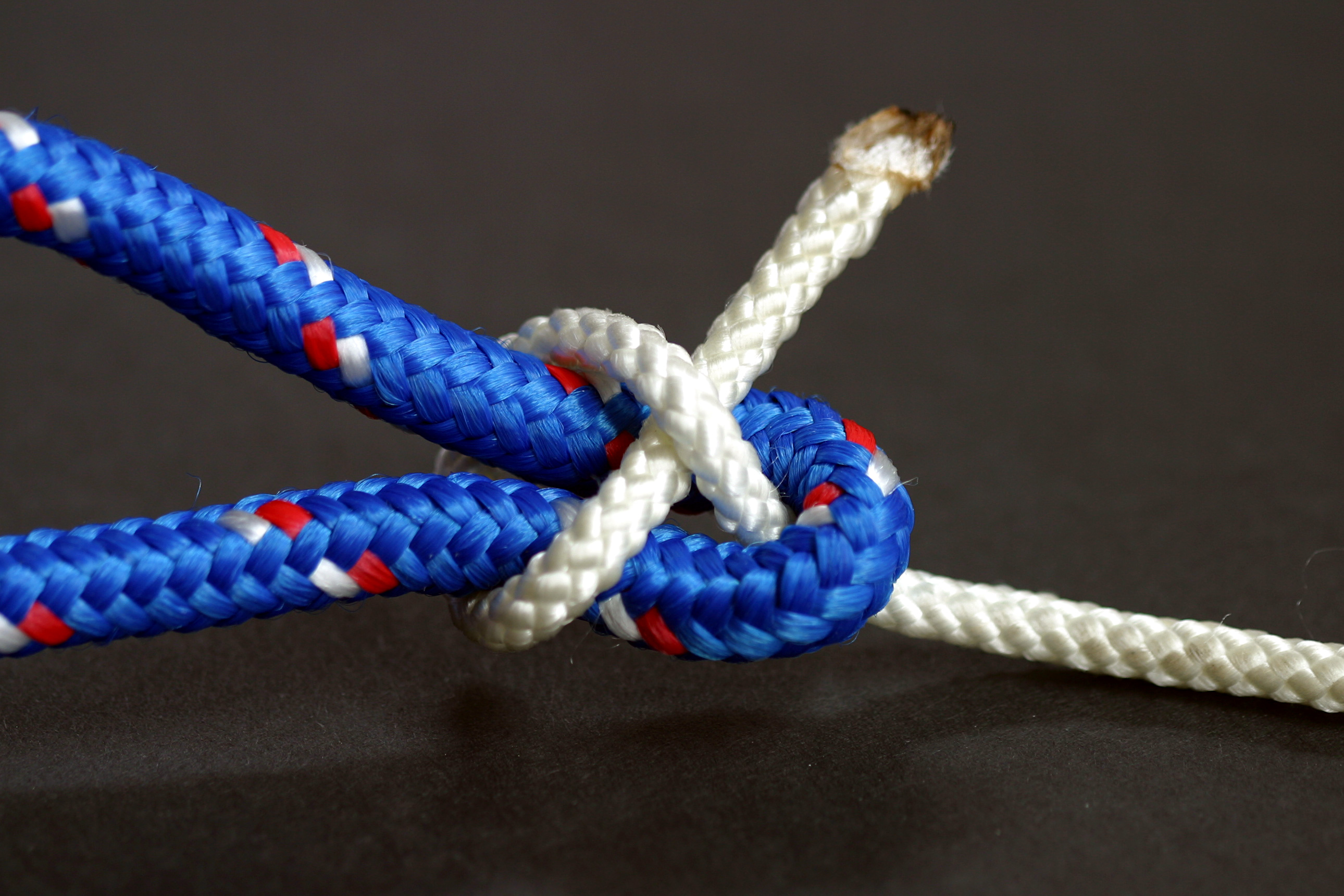
Funi realizzate in nylon

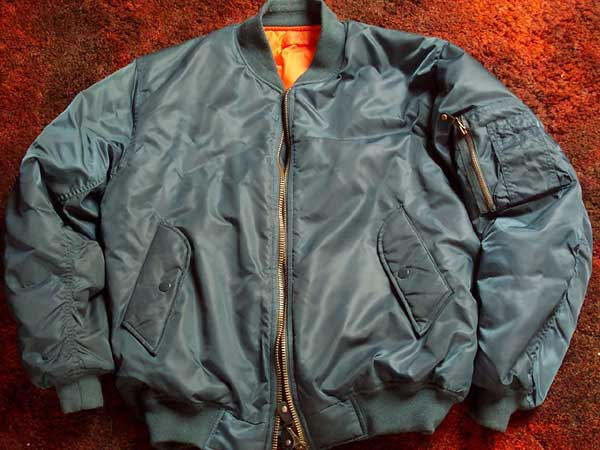
Un bomber realizzato in nylon

Calze di nylon al microscopio

Se la fibra viene utilizzata in filo continuo, il campo principale d'impiego è quello delle calze da donna (collant). Inoltre spesso viene usata per costumi da bagno, abbigliamento sportivo (tute da ciclista, giacche a vento), nel settore intimo (lingerie), borsetteria, ombrelli e fodere, arredamento e pavimentazione, con fili di diametro molto elevato.
Intorno agli anni settanta si diffuse un nuovo modo di completare la fase "tessile" della produzione del filo: anziché sottoporlo a torsione, si "volumizza" con un procedimento detto testurizzazione. Il filato così ottenuto acquista maggiore elasticità, permettendo la produzione di calze senza la cucitura e determinando così anche un cambiamento nella moda.
Se la fibra viene utilizzata in fiocco, cioè moltissime fibre tagliate corte e torte insieme per formare il filo, trova impiego soprattutto in mischia con altre fibre naturali (cotone, lana) nel settore della calzetteria per uomo, maglieria, tessuti per tappeti (ma con diametri più consistenti) e dei tessuti per pavimentazione.
Come la maggior parte delle fibre sintetiche, il nylon rispetto alle fibre naturali presenta i seguenti vantaggi:
- maggiore resistenza all'usura;
- non viene attaccato dalle tarme;
- leggerezza;
- non si restringe durante il lavaggio;
- si asciuga in fretta e non ha bisogno di stiratura.

### Operazioni pretintoriali
- Purga: serve per togliere impurezze (oli, colle, grassi, ecc.) che derivano dalle altre lavorazioni. Viene fatta in ambiente basico in presenza di soda, con detergenti anionici o non ionici. In alternativa si può utilizzare un sapone a solvente per sciogliere i grassi presenti sulla fibra.
- Termofissaggio: può essere fatto in rameouse o in siluro. Le fibre di nylon uscite dalla filiera presentano macromolecole disordinate. A seguito dello stiro, le macromolecole ruotano lungo l'asse di stiratura, e vengono a formarsi legami casuali intercatena, che creano una struttura tensionata facilmente gualcibile. Col termofissaggio si rompono a caldo i legami formatesi e si fanno allineare le macromolecole. Raffreddando, si formano nuovi legami in modo perpendicolare, dando alla fibra una struttura meno tensionatata.

### Tintura
Il pH isoelettrico del nylon si trova attorno a 5,5 - 5,6. Nella tintura non si scende mai sotto pH 4,5 visto che provocherebbe danni alla struttura della fibra, sia perché a un pH acido il nylon si degrada sia perché facendo entrare troppo colorante all'interno della fibra si provocano danni alla struttura cristallina di essa. Inoltre sotto pH 3 si ha la cationizzazione del legame immidico, che porta a un attacco del colorante anionico. In questo modo si aumenta l'esaurimento di colorante all'interno del bagno, ma è altresì vero che si tratta di legami deboli, che a seguito di un successivo lavaggio si romperebbero, riportando il colorante in bagno. Scendere sotto il pH 3 in definitiva porta alla creazione di legami deboli e abbassa la solidità della tintura.
I coloranti acidi con i quali si tinge il nylon sono divisi in due classi:
- Classe A: coloranti con molecola molto piccola, poco affini e poco solidi, che danno una migliore ugualizzazione della tintura. Si tinge a pH 4,5-5.
- Classe B: coloranti con molecola più grossa, più affini e più solidi, ma che danno inevitabilmente una tintura meno ugualizzata. Si tinge a pH 6-7.

I coloranti acidi possono essere mono-, bi- o trisolfonici. I monosolfonici, essendo più leggeri, tendono a salire prima sulla fibra; in presenza di una terna di coloranti con un colorante monosolfonico e due coloranti trisolfonici esiste il rischio che il colorante più veloce, salendo prima, saturi la fibra, non lasciando salire gli altri due. Per questo motivo è stata istituita una scala di compatibilità dei coloranti acidi sul nylon.
I coloranti con K=1 sono i più veloci, quelli con K=7 i più lenti. Quando si impiega una terna di coloranti, occorre usare quelli con K e solidità il più possibile simili. La K non dipende dal bagno, dal pH o da ausiliari anionici o non ionici. Viene invece influenzata dall'uso di ausiliari cationici, per i quali è stata istituita una scala dei K*, che dipende dal pH di tintura.
Oltre alla tintura con coloranti acidi si può utilizzare la tintura con coloranti dispersi, premetallati 1:2 e premetallati 1.1 (i Neolan P permettono una tintura a pH meno acido).

### Tintura nelle miste
In una fibra mista lana-poliammide, il nylon tende a far salire prima il colorante e si satura molto meno rispetto alla lana. Se si deve tingere con tinte chiare, si possono utilizzare composti ritardanti per il nylon, ovvero acidi solfonici che si legano al nylon ritardando la salita del colorante. Se, invece, si deve tingere con toni più scuri, l'unico modo è quello di tingere prima il nylon con coloranti dispersi e poi la lana con coloranti acidi.
Se si tratta di una fibra mista poliammide-cotone, si tinge con coloranti premetallati 1.2 o di classe B il nylon, e poi, nello stesso bagno, il cotone con coloranti diretti.

### Post-trattamenti
Per aumentare la solidità all'acqua di mare o di piscina, al sudore e al lavaggio, a seguito di una tintura con coloranti acidi si possono utilizzare acidi arilsolfonici (nello stesso bagno se sono stati usati ausiliari anionici, in bagno diverso se si sono utilizzati ausiliari cationici). In alternativa si utilizzano prodotti naturali (tannino e tartaroemetico), più costosi, ma migliori.

## La danaratura e i decitex
Tradizionalmente il diametro del filo viene chiamato danaratura (abbreviato in den). Il den corrisponde al peso in grammi di 9 000 metri di filo.
La scala ora internazionalmente in uso si basa sul peso in grammi di una matassina di 10 000 metri, detta decitex. Nelle calze da donna a una bassa danaratura corrisponde in genere una calza trasparente (velata), a un'alta danaratura un effetto coprente (talvolta, ma non necessariamente, con finalità riposanti o contenitive). Nel filo continuo, anche a parità di decitex, importa il numero delle bave. Un filo monobava è, ad esempio, quello usato per le lenze da pesca.
Di seguito sono riportate le formule che consentono di determinare il titolo, conoscendo la lunghezza in metri e il peso del filato, sia per i dtex (decitex) sia per i den (denari):
dtex = (peso in grammi × 10000)/lunghezza in metri
den = (peso in grammi × 9000)/lunghezza in metri
e conseguentemente:
dtex
lunghezza in metri = (peso in grammi × 10000)/decitex
peso in grammi = (lunghezza metri × dtex)/10000
denari
lunghezza in metri = (peso in grammi × 9000)/den
peso in grammi = (lunghezza metri × den)/9000

## Gli stabilimenti in Italia
La Rhodiatoce (joint-venture tra la Montecatini e la Rhône-Poulenc) fu la prima azienda a introdurre sul mercato italiano il nylon 6,6, prodotto nello stabilimento di Pallanza in esclusiva nazionale fino alla durata dei brevetti Rhône-Poulenc. Il marchio commerciale con cui venne conosciuto fu Nailon Rhodiatoce; era però un cosiddetto "marchio debole", perché troppo simile al nome comune del prodotto.
La Châtillon produceva il filo nylon 6 a Ivrea e Vercelli; la Snia Viscosa il filo nylon 6 a Cesano Maderno e a Varedo (MB), nonché il fiocco nylon 6 a Pisticci (MT).
Agli inizi degli anni settanta l'intero settore delle poliammidi fu assegnato alla Montefibre (società del gruppo Montedison nata dopo la fusione della Rhodiatoce e della Polymer con la Châtillon), che assorbì anche le produzioni della Snia Viscosa. Negli anni ottanta il settore subì una grave crisi, tanto che la Montefibre (principale produttrice italiana delle poliammidi) fu dapprima costretta a razionalizzare le produzioni, conferendo le attività alla Società italiana nailon, sua controllata, e successivamente ad abbandonare in modo definitivo le esclusive del settore.
Attualmente la RadiciGroup e Aquafil Spa producono il maggior quantitativo nazionale di nylon 6 e nylon 6,6 nei loro stabilimenti in Italia.